# Rudka (gmina)
Rudka – gmina wiejska w województwie podlaskim, w powiecie bielskim. W latach 1975–76 i 1992–98 gmina położona była w województwie białostockim.
Siedziba gminy to Rudka.
Według danych z 30 czerwca 2004 gminę zamieszkiwało 2327 osób. Natomiast według danych z 31 grudnia 2019 roku gminę zamieszkiwało 1868 osób.

## Historia
Gmina zbiorowa Rudka istniała cztery razy: 1867–1934, 1952–1954, 1973–1976 i od 1992.
#1 Pierwsza zbiorowa gmina Rudka powstała w związku z reformą gminną w 1867 roku. W okresie międzywojennym gmina należała do powiatu bielskiego w woj. białostockim. 16 października 1933 podzielono ją na 15 gromad. Gminę zniesiono 1 października 1934, a jej obszar włączono do gmin Brańsk (gromady Karp, Lubieszcze, Olendy, Olendy-Kolonia i Rudka), Ciechanowiec (gromady Czaje-Wólka, Koce Borowe, Koce-Basie, Koce-Schaby, Łempice, Niemyje-Siudy, Niemyje-Ząbki i Radziszewo-Sieńczuch) i Grodzisk (gromady Czaje i Koryciny). 1 czerwca 1951 (w gminie Brańsk) zniesiono gromadę Olendy-Kolonia na korzyść gromady Olendy.
#2 Gmina została utworzona po raz drugi w dniu 1 lipca 1952 roku w woj. białostockim, w powiecie bielskim, z części gmin Brańsk (gromady Karp, Lubieszcze, Olendy i Rudka) i Ciechanowiec (gromady Koce Borowe, Niemyje-Siudy i Niemyje-Ząbki). W dniu powołania gmina składała się zatem z 7 gromad. Gmina została zniesiona 29 września 1954 roku wraz z reformą wprowadzającą gromady w miejsce gmin.
#3 Wraz z kolejną reformą administracyjną gminę Rudka utworzono po raz trzeci 1 stycznia 1973 roku w tymże powiecie i województwie. W jej skład weszło 12 sołectw: Bajraki, Karp, Koce Borowe, Lubieszcze, Mień, Niemyje-Jarnąty, Niemyje-Skłody, Niemyje-Ząbki, Nowe Niemyje (do 1963 Niemyje-Siudy), Olendy, Rudka i Stare Niemyje, a także obszar lasów państwowych nadleśnictwa Rudka o powierzchni 1030,50 ha. 1 czerwca 1975 gmina znalazła się w nowo utworzonym mniejszym woj. białostockim. 1 lipca 1976 roku gmina została zniesiona przez połączenie z dotychczasową gminą Brańsk w nową gminę Brańsk.
#4 Gminę Rudka utworzono po raz czwarty 1 stycznia 1992 w nieco zmienionych granicach: sołectwa Karp, Koce Borowe, Mień, Niemyje-Jarnąty, Niemyje-Skłody, Niemyje Stare, Niemyje-Ząbki, Niemyje Nowe i Rudka (nie ma wzmianki o zniesionym sołectwie Bajraki, choć obszar ten znajduje się w granicach katastralnych Rudki). W gminie Brańsk pozostały natomiast sołectwa Lubieszcze i Olendy. 1 stycznia 1994 z gminy Rudka wyłączono sołectwo Mień, włączając je z powrotem do gminy Brańsk. 1 stycznia 2001 do gminy Rudka przyłączono sołectwo Olendy z gminy Brańsk, którego pisownię zmieniono na Olędy z dniem 1 stycznia 2003.

## Struktura powierzchni
Według danych z roku 2002 gmina Rudka ma obszar 70,21 km², w tym:
- użytki rolne: 51%
- użytki leśne: 42%

Gmina stanowi 5,07% powierzchni powiatu.

## Demografia
Według Powszechnego Spisu Ludności z 1921 roku gminę zamieszkiwało 4.534 osób, wśród których 4.371 było wyznania rzymskokatolickiego, 95 prawosławnego a 68 mojżeszowego. Jednocześnie 4.487 mieszkańców zadeklarowało polską przynależność narodową, 25 białoruską, 1 niemiecką, 20 żydowską a 1 szwajcarską. Było tu 745 budynków mieszkalnych.

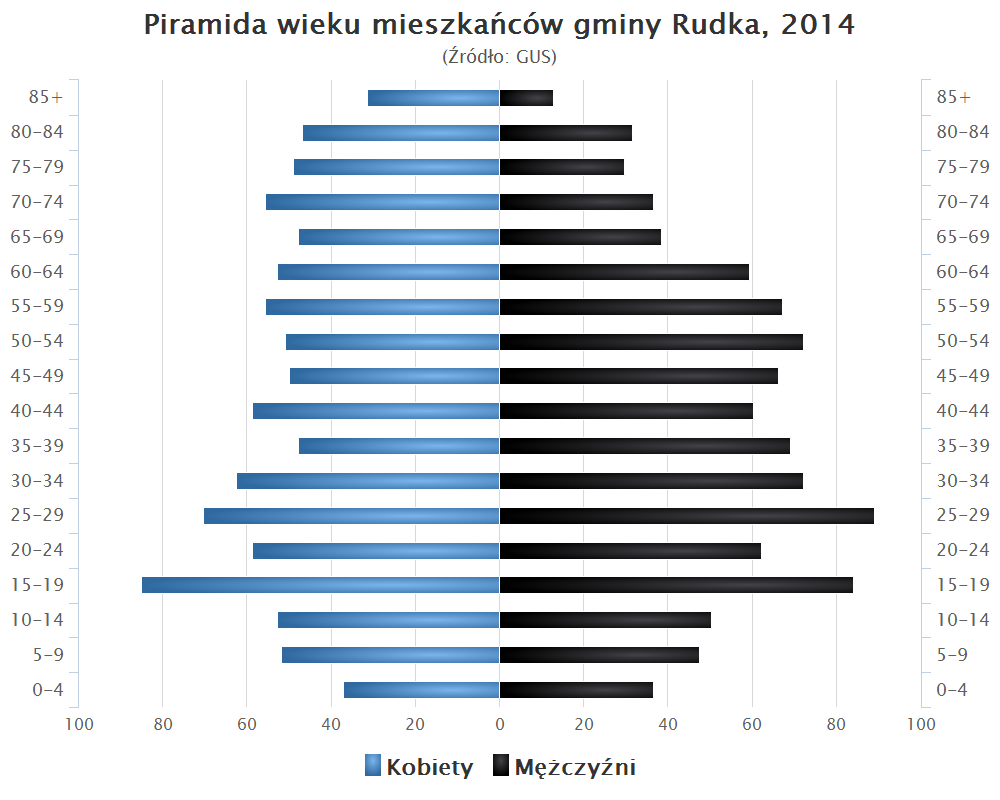
Piramida wieku mieszkańców gminy Rudka w 2014 roku

Dane z 30 czerwca 2004:
| Opis                              | Ogółem | Ogółem | Kobiety | Kobiety | Mężczyźni | Mężczyźni |
| --------------------------------- | ------ | ------ | ------- | ------- | --------- | --------- |
| jednostka                         | osób   | %      | osób    | %       | osób      | %         |
| populacja                         | 2327   | 100    | 1163    | 50      | 1164      | 50        |
| gęstość zaludnienia (mieszk./km²) | 33,1   | 33,1   | 16,6    | 16,6    | 16,6      | 16,6      |

## Sołectwa
Karp, Koce Borowe, Niemyje-Jarnąty, Niemyje Nowe, Niemyje-Skłody, Niemyje Stare, Niemyje-Ząbki, Olendy, Rudka.
Miejscowość bez statusu sołectwa: Józefin.

## Sąsiednie gminy
Brańsk (gmina wiejska), Brańsk (miasto), Ciechanowiec, Grodzisk, Klukowo